# Aerovía

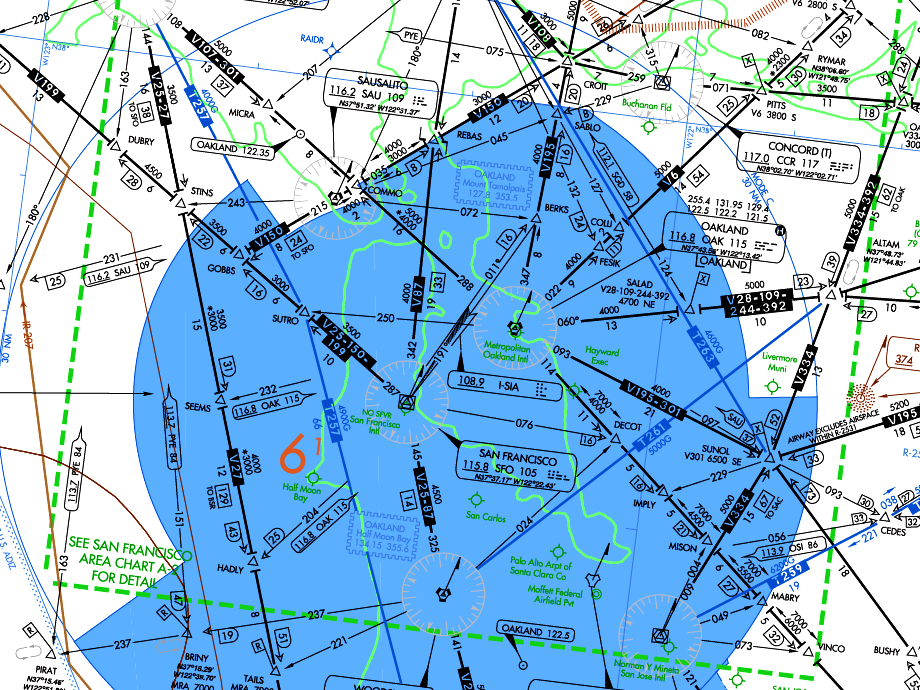
Este gráfico de reglas de vuelo instrumental muestra las vías aéreas de baja altitud en el Control del tráfico aéreo de Oakland

En aviación, una aerovía, o ruta aérea, es una ruta designada en el espacio aéreo. Las aerovías son establecidas entre varios elementos de ayuda a la navegación como los radiofaros omnidireccionales VHF (VOR), radiofaros no direccionales (NDB) e intersecciones. Son componentes básicos de los planes de vuelo de los aviones.

## Definición
Es por donde circulan las aeronaves, comprendiendo una ruta nominal y un área de protección. Es el camino virtual predefinido (tanto en altura como en trazado) que sigue una aeronave que sale desde un punto A hasta un punto B. Es la sucesión de puntos de escala regulares o auxiliares, comprendidos en la ruta aérea.
- Cuando todos los puntos de escala pertenecen al territorio nacional o aguas jurisdiccionales la vía aérea es nacional.
- En caso contrario es vía internacional.

Las aerovías también se clasifican en: 
- Aerovías de gran altitud (por encima de 18 000 pies de altitud: 5 486 m)
- Aerovías de baja altitud (por debajo de 18 000 pìes de altitud: 5 486 m)

(aunque varía dependiendo de los países: en Venezuela, en España, las aerovías de "alta" son por encima de 24500ft [FL245] y las aerovías de "baja" son por debajo de 24500ft [FL245]).
Características:
- Las aerovías tienen una determinada altitud a la que volarse.
- Las aerovías se llaman por un conjunto de letras y números.

## Uso
Estas aerovías pueden ser usadas por cualquier aeronave dentro de determinado espacio aéreo. En la aviación comercial, antes de realizar el vuelo, los pilotos realizan un plan de vuelo IFR, en el cual se especifican las aerovías e intersecciones que dicho vuelo seguirá durante su determinado trayecto. Este plan de vuelo es enviado a la o las torres de control correspondientes.
Una línea regular de navegación aérea es la que cubre un servicio permanente de transporte de pasajeros o mercancías.
Generalmente, y dependiendo de cada espacio aéreo, las aerovías son designadas unas para ida y otras para regreso. Esto se realiza para tener orden y seguridad en dichos espacios aéreos. Pero también hay aerovías que son de doble sentido. En este caso para evitar colisiones, se determina que en un sentido se vuele en niveles de vuelo pares, y en el sentido contrario de vuele en niveles de vuelo impares. De esta manera los tráficos quedan separados y protegidos.
Un ejemplo de vía aérea puede ser la UN858, que une Las Palmas de Gran Canaria con Vítebsk (Bielorrusia) y que es la que usan los aviones entre las Islas Canarias y Madrid. En el tramo Canarias-Madrid discurre desde el fijo VASTO hasta el VOR TLD, teniendo en medio diferentes fixes y VORs que la componen.